# Вилла Шпете
Вилла Шпете (нем. Villa Späthe), сегодня известная как Вилла Адельхайд (нем. Villa Adelheid) — особняк в городе Гера, построенный Карлом Зэнкером в 1910 году; расположен по адресу улица Берлинер-штрассе, дом 1. В эпоху ГДР необарочное здание с элементами стиля модерн использовалось городским статистическим управлением.

## История
Вилла Шпете была построена в Гере, на тогдашней Кайзер-Вильгельм-штрассе 1, в 1910 году по проекту востребованного городского архитектора Карла Зэнкера (см. также Вилла Маурер) для местного фабриканта Пауля Шпете, заказавшего новую семейную резиденцию в 1909. Дед Пауля — Вильгельм Шпете основал в городе компанию, которая изначально занималась производством гармоник, а позже стала известна как производитель роялей и фортепиано. После смерти Пауля Шпете его дочь Эрна, вышедшая замуж за производителя рабочих инструментов Пертеля, унаследовала виллу. В 1933 году она отделила бельэтаж здания от остальных комнат, а в 1938 — превратила виллу в дом на три квартиры: ответственным за перестройку являлся архитектор Шмидт (нем. M. W. Schmidt). Большой сад виллы, который ранее выходил к улице Цабельштрассе, был отделен уже в эпоху ГДР, и теперь на этой территории располагается детский сад и другой дом.
Вилла Шпете была отремонтирована в 1974 и 1993 годах: в этот период она использовалась городским статистическим управлением, а после повторного воссоединения Германии служила офисом для консультационной фирмы. В период с конца 2011 года до середины 2014 года вилла была капитально отремонтирована и отреставрирована её нынешними владельцами: фасад здания был полностью обновлён с использованием оригинальных деталей начала XX века. В интерьере здания было восстановлено разделение на три квартиры, каждая из которых занимала весь этаж. Оригинальный паркет, привезённый Паулем Шпете из США в 1910 году, был восстановлен. В настоящее время вилла носит имя основательницы города Адельгейды I Кведлинбургской.

## Описание
Квадратное в проекции здание виллы — построенное в стиле необарокко, хоть и заключающее в себе отдельные элементы стиля модерн, — имеет длину основания 15 м. Структура виллы почти кубическая, пропорциональная и чётко организованная; здание завершается мансардной крышей; его прямоугольные окна обрамлены лепниной. Главный вход находится с северной стороны дома: к порталу ведёт открытая веранда, построенная из песчаника, завершающаяся лестничным пролетом. Само крыльцо украшено арочными окнами. На западе расположен эркер, который также служит балконом первого этажа. Западный фасад первоначально предусматривал доступ к обширному саду виллы. Помещения в доме — включая столовую, комнату для гостей, кухню и зимний сад — обшиты деревянными панелями; в зимнем саду есть фонтан.
Садовый павильон, первоначально установленный в юго-восточном углу сада, был перенесен в юго-западный угол в ходе одной из многочисленных реконструкций. В 2013 году он был полностью перестроен с использованием, насколько это было возможно, оригинальных деревянных деталей и расположен таким образом, чтобы служить противовесом для конструкции здания виллы, утратившей большую часть своего сада.